# 자마미촌
자마미촌(일본어: 座間味村)은 일본 오키나와현 시마지리군의 촌이다. 오키나와섬 나하시에서 서쪽으로 40km 떨어진 게라마 제도 서쪽의 자마미섬을 포함해 20개 남짓의 섬으로 이루어져 있다.

## 역사
- 1908년 4월 1일 - 도서정촌제 시행으로 성립하였다.
- 1945년 3월 26일 - 자마미섬에 미군이 상륙해 미군 통치하에 들어갔다.
- 1972년 5월 15일 - 오키나와 반환으로 일본에 반환되었다.

## 교통

### 항만
- 자마미항

### 공항
- 게라마 공항